# Gran Premio Palio del Recioto
Il Gran Premio Palio del Recioto è una corsa in linea maschile di ciclismo su strada che si svolge ogni anno a Negrar e sulle colline della Valpolicella, in Italia. Corsa tradizionalmente il martedì dopo Pasqua, si tiene dal 1961 e dal 2005 fa parte del calendario dell'UCI Europe Tour come gara di classe 1.2U, aperta quindi ai soli ciclisti Under-23.

## Storia
La storia del Palio del Recioto inizia il 4 aprile 1961, il martedì dopo Pasqua, con la prima edizione della gara per Dilettanti. Allora la corsa si chiamava Gran Premio Recioto della Valpolicella: la vince Giovanni Cordioli della Polisportiva Csi Bruno Gaiga. Nel 1962 non si disputa, ma rinasce nel 1963 quando un altro Cordioli, Giorgio, dà seguito all'albo d'oro. Nel 1967 vince Pierfranco Vianelli, che l'anno dopo sarà campione olimpico a Città del Messico e passerà professionista. Nel 1968 torna a vincere un veronese, Enzo Brentegani, poi professionista. Dopo Lino Vidotto (1969), un altro nome che riecheggerà vince il Palio: Francesco Moser.
L'anno dopo (1971) ecco un altro nome di spicco: Giovanni Battaglin. Il Palio del Recioto è intanto diventata una corsa di riferimento del panorama dilettantistico, grazie alla conformazione della zona che permette soluzioni di tracciato tra le più varie. Il primo straniero a portare a casa l'alloro della vittoria è lo statunitense George Mount, poi professionista per tre anni in Italia. Il percorso viene affinato, e vede susseguirsi salite impegnative a discese molto tecniche.
Gli anni '90 si aprono con il trionfo di Dario Nicoletti, a cui seguono nomi di assoluto rilievo: lo scalatore trentino Mariano Piccoli nel 1991, Alessandro Bertolini (1992 e 1993) e l'azzurro Mirko Celestino (1995). Dopo la vittoria di Stefano Faustini (unico professionista ad aver vinto nella gara sperimentale in cui élite e dilettanti corrono insieme) si ritorna alla vecchia formula con corridori puramente dilettanti.
Nel 2005 la gara viene inclusa nel calendario del neonato UCI Europe Tour come prova di classe 1.2U, aperta cioè ai soli Under-23. Nel terzo millennio spiccano le vittorie di futuri professionisti come Fabian Cancellara (2000), Jaroslav Popovyč (2001), Gianluca Brambilla (2008), Caleb Ewan (2013), Gianni Moscon (2015) e il secondo posto di Tadej Pogačar (2018), vincitore del Tour de France 2020.

## Albo d'oro
Aggiornato all'edizione 2025.
| Anno | Vincitore                             | Secondo                               | Terzo                                 |
| ---- | ------------------------------------- | ------------------------------------- | ------------------------------------- |
| 1961 | Giovanni Cordioli                     | Benito Sperandio                      | Ignazio Santin                        |
| 1962 | non disputato                         | non disputato                         | non disputato                         |
| 1963 | Giorgio Cordioli                      | Flaviano Vicentini                    | Luciano Soave                         |
| 1964 | Licio Franceschini                    | Antonio Caniel                        | Cencio Mantovani                      |
| 1965 | Franco Mori                           | Giampaolo Bolzacchini                 | Renzo Ferrari                         |
| 1966 | Renzo Ferrari                         | Gastone Corradini                     | Luciano Soave                         |
| 1967 | Pierfranco Vianelli                   | Livio Filippi                         | Gastone Corradini                     |
| 1968 | Enzo Brentegani                       | Pietro Mingardi                       | Franco Baroni                         |
| 1969 | Lino Vidotto                          | Pietro Turchetti                      | Franco Ongarato                       |
| 1970 | Francesco Moser                       | Giuliano Cuccato                      | Giovanni Dalla Bona                   |
| 1971 | Giovanni Battaglin                    | Armando Lora                          | Mario Da Ros                          |
| 1972 | Pietro Mingardi                       | Alessio Antonini                      | Luciano Rossignoli                    |
| 1973 | Mario Da Ros                          | Luciano Rossignoli                    | Bruno Giacomini                       |
| 1974 | Leone Pizzini                         | Adriano Polinari                      | Giuliano Cazzolato                    |
| 1975 | Roberto Visentini                     | Ivo Gobbi                             | Antonio Gobbi                         |
| 1976 | Ivan Butti                            | Damiano Marcoli                       | Alberto Coppi                         |
| 1977 | Antonio Leali                         | Lucio Forasacco                       | Flavio Verdolia                       |
| 1978 | George Mount                          | Krzysztof Suika                       | Alessandro Pozzi                      |
| 1979 | Giovanni Zola                         | Richtinn Eolex                        | Gualtiero Perusi                      |
| 1980 | Enzo Serpelloni                       | Morten Sæther                         | Vinicio Coppi                         |
| 1981 | Morten Sæther                         | Ennio Salvador                        | Roberto Bedin                         |
| 1982 | Mario Condolo                         | Ole Silseth                           | Morten Sæther                         |
| 1983 | Ezio Moroni                           | Jørgen Vagn Pedersen                  | Claudio Bestetti                      |
| 1984 | Fabrizio Vitali                       | Marco Tabai                           | David Maddalena                       |
| 1985 | Stefan Brykt                          | Giuliano dal Zovo                     | Remo Cugole                           |
| 1986 | Moravio Pianegonda                    | Lars Wahlqvist                        | Allen Andersson                       |
| 1987 | Dmitrij Konyšev                       | Vasilij Ždanov                        | Džamolidin Abdužaparov                |
| 1988 | Jure Pavlič                           | Adriano Amici                         | Dario Bottaro                         |
| 1989 | Lars Wahlqvist                        | Daniele Clarini                       | Massimo Ghirardi                      |
| 1990 | Dario Nicoletti                       | Ilario Scremin                        | Massimo Iannicello                    |
| 1991 | Mariano Piccoli                       | Davide Rebellin                       | Gilberto Simoni                       |
| 1992 | Alessandro Bertolini                  | Davide Rebellin                       | Diego Pellegrini                      |
| 1993 | Alessandro Bertolini                  | Cristiano Andreani                    | Mauro Bettin                          |
| 1994 | Gianluca Pianegonda                   | Oscar Camenzind                       | Paolo Savoldelli                      |
| 1995 | Mirko Celestino                       | Luigi Della Bianca                    | Sergio Previtali                      |
| 1996 | Stefano Faustini                      | Enrico Brunetti                       | Cristian Gasperoni                    |
| 1997 | Oscar Mason                           | Gianmario Ortensi                     | Alberto Ongarato                      |
| 1998 | Paolo Bossoni                         | Denis Lunghi                          | Ruggero Marzoli                       |
| 1999 | Manuel Bortolotto                     | Pavel Zerzan                          | Ivan Basso                            |
| 2000 | Fabian Cancellara                     | Franco Pellizotti                     | Pavel Zerzan                          |
| 2001 | Jaroslav Popovyč                      | Damiano Cunego                        | Ivan Fanfoni                          |
| 2002 | Cristian Tosoni                       | Daniele Pietropolli                   | Mario Serpellini                      |
| 2003 | Denys Kostjuk                         | Aleksandr Baženov                     | Emanuele Sella                        |
| 2004 | Tomaž Nose                            | Janez Brajkovič                       | Domenico Pozzovivo                    |
| 2005 | Andrėj Kunicki                        | Miculà Dematteis                      | Riccardo Riccò                        |
| 2006 | Ermanno Capelli                       | Jonas Aaen Jørgensen                  | Marco Corti                           |
| 2007 | Robert Kišerlovski                    | Simon Clarke                          | Ermanno Capelli                       |
| 2008 | Gianluca Brambilla                    | Emanuele Moschen                      | Manuele Caddeo                        |
| 2009 | Stefano Locatelli                     | Egor Silin                            | Daniele Ratto                         |
| 2010 | Blaž Furdi                            | Enrico Battaglin                      | Tomas Alberio                         |
| 2011 | Georg Preidler                        | Salvatore Puccio                      | Stefano Locatelli                     |
| 2012 | Francesco Bongiorno                   | Davide Formolo                        | Daniele Dall'Oste                     |
| 2013 | Caleb Ewan                            | Silvio Herklotz                       | Luka Pibernik                         |
| 2014 | Silvio Herklotz                       | Robert Power                          | Stefano Nardelli                      |
| 2015 | Gianni Moscon                         | Jack Haig                             | Davide Gabburo                        |
| 2016 | Ruben Guerreiro                       | Michal Schlegel                       | Amanuel Gebreigzabhier                |
| 2017 | Neilson Powless                       | Lucas Hamilton                        | Massimo Rosa                          |
| 2018 | Stefan de Bod                         | Tadej Pogačar                         | Andrea Bagioli                        |
| 2019 | Matteo Sobrero                        | Samuele Battistella                   | Giovanni Aleotti                      |
| 2020 | annullato per la pandemia di COVID-19 | annullato per la pandemia di COVID-19 | annullato per la pandemia di COVID-19 |
| 2021 | annullato per problemi organizzativi  | annullato per problemi organizzativi  | annullato per problemi organizzativi  |
| 2022 | Romain Grégoire                       | Edgar Andres Pinzon                   | Johannes Staune-Mittet                |
| 2023 | Tijmen Graat                          | Giulio Pellizzari                     | Alessandro Pinarello                  |
| 2024 | Alessandro Pinarello                  | Diego Pescador                        | Sebastian Putz                        |
| 2025 | Lorenzo Nespoli                       | Lorenzo Finn                          | Marco Schrettl                        |